# 希索
希索（法語：Chisseaux，法語發音：[ʃiso]）是法国安德尔-卢瓦尔省的一个市镇，位于该省东部，和卢瓦-谢尔省接壤，属于图尔区。

## 地理
希索（47°19'52"N, 1°5'35"E）面积11.8 平方千米，位于法国中央-卢瓦尔河谷大区安德尔-卢瓦尔省，该省份为法国中西部省份，北起萨尔特省、东北接卢瓦-谢尔省，东南接安德尔省，南至维埃纳省，西临曼恩-卢瓦尔省。
与希索接壤的市镇（或旧市镇、城区）包括：图赖讷地区希赛、舍农索、弗朗克伊、谢尔河畔圣乔治、图赖讷地区苏维尼。

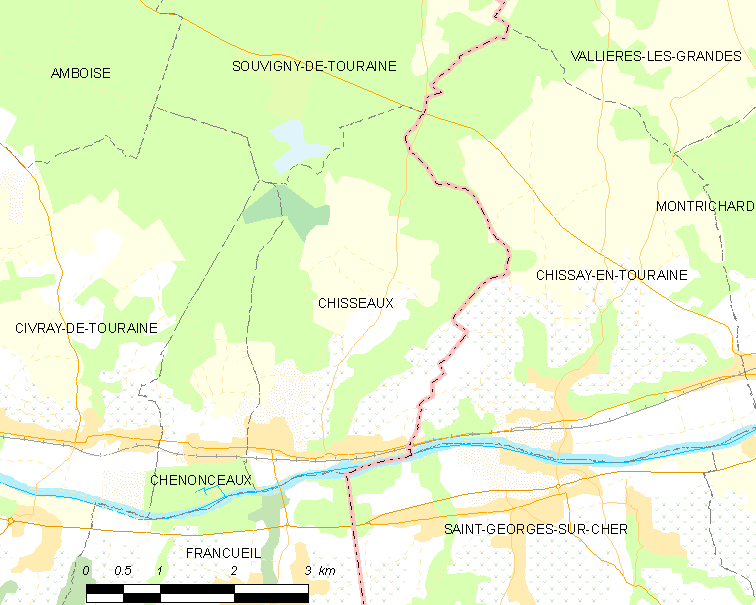
希索的OSM定位图

希索的时区为UTC+01:00、UTC+02:00（夏令时）。

## 行政
希索的邮政编码为37150，INSEE市镇编码为37073。

## 政治
希索所属的省级选区为布莱雷县。

## 人口

1962-2008年间希索人口变化图示

希索于2022年1月1日时的人口数量为590人。